# 横山謙三
横山 謙三（よこやま けんぞう、1943年1月21日 - ）は、埼玉県浦和市（現・さいたま市浦和区）出身（東京千代田区神田生まれ）の元サッカー選手（GK）、サッカー指導者。
現日本オリンピアンズ協会理事。
日本代表監督時代は横山兼三と名乗っていた が、後に元の謙三に戻した。

## 経歴
東京で生まれたが、戦時中であったため物心のつかないうちに疎開で浦和に引っ越した。サッカーの盛んな場所であったため、通っていた浦和市立常盤小学校のグラウンドにはサッカーのゴールがあった。横山は生まれた時から体が小さく、小児結核にかかったこともあったため、ちょっと走っただけで疲れたりするなど、学校に行けない時期も多かった。そのため本格的なスポーツは出来なかったが、その分、小学校の時はサッカーだけでなく、色々なスポーツで遊んでいた。中学3年生の頃にサッカー部に入ったが、それまでは他の部活を経験。最初の陸上競技部を皮切りに、水泳部に野球部も入ったが、どこに行っても当時はうさぎ跳びばかりやらされて大体3日くらいで辞めていた。
中学卒業後の1959年に川口高校へ進学するが、最初はサッカーを続けるか続けないかで迷った。小さい頃は野球が上手であったため、その頃は花形であった野球をやろうかなとも思ったが、中学から高校に行くと硬式野球になったことで結局はサッカー部に入部。3年次の1961年にはGKに転向するが、その前はCFやボランチなどをやっていた。高校進学後はなかなか試合に出られず、1人もいないのに誰もやりたがらないGKを自分から引き受けた。それまでGKの指導も受けたことなければ、練習もしたことが無く、自分自身も練習したくてもどうしていいか分からない状況であった。その頃にGKを教えてくれるような先生もおらず、監督もいない状態であった。関東大会の1回戦で、岡野俊一郎監督から声をかけられ、第3回アジアユース大会に出場。岡野には1958 FIFAワールドカップのフィルムを見せてもらい、ペレを擁するブラジルの初優勝の全試合に衝撃を受けた。
高校卒業後の1962年に渡辺正のいた立教大学社会学部へ進学し、2年次の1963年には日本代表初キャップ。いかつい格好の渡辺を豪快で面白い人だなと思った横山は、ちょっと一緒にやってみたいなという気持ちもあって立教に入った。大学入学後に日本代表がすぐに長沼健監督－岡野コーチ体制に変わったため、横山は研修生のような形で、大学に入学した頃からずっと代表練習に行かされた。周囲には「へったくそなのに入ってきやがって」や「お前は岡野学校の優等生だからしょうがねえな」など皮肉を言われたが、その頃にデットマール・クラマーと会う。当時は保坂司がレギュラーの大キーパーであったが、遠征中に手を骨折したため、その日からクラマーとの猛練習が始まる。他の選手は休みがあっても横山だけ休みが無く、嫌で嫌で仕様がなかった。クラマーは立教サッカー部OB会会長の吉原郁夫の家に下宿していて、横山は吉原の息子と同級生で仲が良かったが、しょっちゅう遊びに行くと、クラマーが毎回いた。3年次の1964年には東京五輪で全試合出場を果たし、アルゼンチンを破る大金星などベスト8に貢献。日本のグループリーグはアルゼンチンの他にガーナ、イタリアと同組で、イタリアにはサンドロ・マッツォーラがいた。ドイツ合宿の間はイタリア対策の練習だけをしていたが、イタリアが急遽出場を辞退したため、初戦がアルゼンチン戦になり、精神的にも楽になった。
大学卒業後の1966年、JSLの三菱重工に入部。日本代表にも引き続き選出され、国際Aマッチ37試合出場の記録を残すなど1975年までGKを務めた。1968年のメキシコシティ五輪では2大会連続全試合出場を果たし、終始安定したセービングと分析力でゴールを守り、三位決定戦でPKをセーブするなど活躍して銅メダル獲得にも貢献。三菱重工ではJSLでは通算136試合出場を記録し、1学年下の森孝慈と共に1969年の初優勝を含む2度の優勝に貢献。1971年には天皇杯制覇にも貢献し、年間優秀11人賞は7回受賞。1973年から1975年には主将、1976年からは選手兼任監督に就任。代表監督に就任した二宮寛からチームを引き継いだが、試合には全然出場できず、1977年限りで現役を引退。
引退後は監督に専念し、1978年にはJSL、JSLカップ、天皇杯と当時の3冠を全て制覇した。この年から三菱のユニフォームは青から赤に変わり、これは現在の浦和レッドダイヤモンズにも受け継がれている。
1988年からは日本代表の監督に就任し、当時の世界最先端である3-5-2システムを採用しまてウイングバック（両サイドのMF）を攻撃の基点とする戦術を採ったが、90年W杯予選は1次予選敗退という結果となった。前回大会を下回る結果にサッカーファンの不満が高まり、ファンによる解任署名運動やスタジアムにおける解任を要求する横断幕の掲示が行われたが、その地位に留まり続けた。代表の監督就任の際に「結果は出なくても将来のため、若手を使いたい」と申し出て、長沼健日本サッカー協会副会長に了解をもらっていた背景があった。その後は総監督としてU-23代表を率いたが、1992年1月のバルセロナ五輪アジア最終予選（2回戦）に挑むが6チーム中5位に終わり（上位3ヶ国出場）、遂に辞任する結果となった。
就任当初はベテラン選手を外し、井原正巳や柱谷哲二といった選手を積極的に起用したが思うような結果を残せなかった。W杯予選敗退を境にそれまでの方針を覆し三浦知良、ラモス瑠偉、北澤豪らの読売クラブ出身の選手を登用し、1991年6月のキリンカップにおいて初優勝に導いた。また、この時期は唯一「日の丸」の赤を基調としたユニフォームを着用していたことでも知られる。
また、この時期からユニフォームエンブレムを日の丸から八咫烏を本格的に使用して現在に引き継がれている。
1994年に森の後任として浦和レッドダイヤモンズ監督に就任し、低迷するクラブの再建を一任されたが再建を果たす事は出来ず、代表監督時代同様にサポーターからの非難を浴びて辞任。
1995年からは浦和のゼネラルマネージャー（GM）に就任し、陰でクラブを支え続けたが、1999年にクラブはJ2に降格。1年間でJ1復帰を掲げたが、シーズン終盤の2000年10月に成績不振からクラブのJ1復帰が危うくなると、斉藤和夫監督に代わって自らが総監督として指揮を執る。最終節の延長での勝利により、辛うじてJ1復帰を実現させた。
2002年からは森にGMの地位を譲り、強化担当からは離れ株式会社三菱自動車フットボールクラブの取締役として地域活動の強化にあたった。2006年6月で退任し、同年には第3回日本サッカー殿堂入りをした。
2006年に埼玉県サッカー協会専務理事に就任、2014年6月に埼玉県サッカー協会の会長に就任した。

## 所属クラブ
- 1959年 - 1961年 埼玉県立川口高等学校
- 1962年 - 1965年 立教大学
- 1966年 - 1977年 三菱重工

### 個人成績
| 国内大会個人成績 | 国内大会個人成績 | 国内大会個人成績 | 国内大会個人成績 | 国内大会個人成績 | 国内大会個人成績          | 国内大会個人成績 | 国内大会個人成績 | 国内大会個人成績 | 国内大会個人成績 | 国内大会個人成績 | 国内大会個人成績 |
| 年度             | クラブ           | 背番号           | リーグ           | リーグ戦         | リーグ戦                  | リーグ杯         | リーグ杯         | オープン杯       | オープン杯       | 期間通算         | 期間通算         |
| 年度             | クラブ           | 背番号           | リーグ           | 出場             | 得点                      | 出場             | 得点             | 出場             | 得点             | 出場             | 得点             |
| 日本             | 日本             | 日本             | 日本             | リーグ戦         | リーグ戦                  | JSL杯            | JSL杯            | 天皇杯           | 天皇杯           | 期間通算         | 期間通算         |
| ---------------- | ---------------- | ---------------- | ---------------- | ---------------- | ------------------------- | ---------------- | ---------------- | ---------------- | ---------------- | ---------------- | ---------------- |
| 1966             | 三菱             |                  | JSL              | 14               | 0                         | -                | -                |                  |                  |                  |                  |
| 1967             | 三菱             |                  | JSL              | 14               | 0                         | -                | -                |                  |                  |                  |                  |
| 1968             | 三菱             |                  | JSL              | 14               | 0                         | -                | -                |                  |                  |                  |                  |
| 1969             | 三菱             |                  | JSL              | 14               | 0                         | -                | -                |                  |                  |                  |                  |
| 1970             | 三菱             |                  | JSL              | 14               | 0                         | -                | -                |                  |                  |                  |                  |
| 1971             | 三菱             |                  | JSL              | 14               | 0                         | -                | -                |                  |                  |                  |                  |
| 1972             | 三菱             |                  | JSL1部           | 14               | 0                         | -                | -                |                  |                  |                  |                  |
| 1973             | 三菱             |                  | JSL1部           | 18               | 0                         |                  |                  |                  |                  |                  |                  |
| 1974             | 三菱             |                  | JSL1部           | 18               | 0                         | -                | -                |                  |                  |                  |                  |
| 1975             | 三菱             |                  | JSL1部           | 2                | 0                         | -                | -                |                  |                  |                  |                  |
| 1976             | 三菱             |                  | JSL1部           | 0                | 0                         |                  |                  |                  |                  |                  |                  |
| 1977             | 三菱             |                  | JSL1部           | 0                | 0                         |                  |                  |                  |                  |                  |                  |
| 通算             | 日本             | 日本             | JSL1部           | 136              | 0\|\|\|\|\|\|\|\|\|\|\|\| |                  |                  |                  |                  |                  |                  |
| 総通算           | 総通算           | 総通算           | 総通算           | 136              | 0\|\|\|\|\|\|\|\|\|\|\|\| |                  |                  |                  |                  |                  |                  |

## 代表歴

### 出場大会
- 1964年東京オリンピックのサッカー競技
- 1966年アジア競技大会
- 1968年メキシコシティーオリンピックのサッカー競技
- 1970 FIFAワールドカップ・アジア・オセアニア予選
- 1970年アジア競技大会
- 1974 FIFAワールドカップ・アジア・オセアニア予選
- 1974年アジア競技大会

### 試合数
- 国際Aマッチ 49試合 0得点(1964-1974)

| 日本代表 | 国際Aマッチ | 国際Aマッチ | その他 | その他 | 期間通算 | 期間通算 |
| 年       | 出場        | 得点        | 出場   | 得点   | 出場     | 得点     |
| -------- | ----------- | ----------- | ------ | ------ | -------- | -------- |
| 1963     | 0           | 0           | 3      | 0      | 3        | 0        |
| 1964     | 1           | 0           | 13     | 0      | 14       | 0        |
| 1965     | 4           | 0           | 7      | 0      | 11       | 0        |
| 1966     | 6           | 0           | 11     | 0      | 17       | 0        |
| 1967     | 5           | 0           | 17     | 0      | 22       | 0        |
| 1968     | 3           | 0           | 18     | 0      | 21       | 0        |
| 1969     | 3           | 0           | 12     | 0      | 15       | 0        |
| 1970     | 12          | 0           | 10     | 0      | 22       | 0        |
| 1971     | 6           | 0           | 12     | 0      | 18       | 0        |
| 1972     | 3           | 0           | 5      | 0      | 8        | 0        |
| 1973     | 2           | 0           | 3      | 0      | 5        | 0        |
| 1974     | 4           | 0           | 9      | 0      | 13       | 0        |
| 1975     | 0           | 0           | 2      | 0      | 2        | 0        |
| 通算     | 49          | 0           | 122    | 0      | 171      | 0        |

### 出場
| No. | 開催日         | 開催都市         | スタジアム                               | 対戦相手             | 結果       | 監督       | 大会               |
| --- | -------------- | ---------------- | ---------------------------------------- | -------------------- | ---------- | ---------- | ------------------ |
| 1.  | 1964年10月16日 | 東京都           | 駒沢オリンピック公園総合運動場陸上競技場 | ガーナ               | ●2-3       | 長沼健     | オリンピック       |
| 2.  | 1965年03月14日 | 香港             |                                          | 香港                 | ○2-1       | 長沼健     | 国際親善試合       |
| 3.  | 1965年03月22日 | ラングーン       |                                          | ビルマ               | △1-1       | 長沼健     | 国際親善試合       |
| 4.  | 1965年03月25日 | シンガポール     |                                          | シンガポール         | ○4-1       | 長沼健     | 国際親善試合       |
| 5.  | 1965年03月27日 | クアラルンプール |                                          | マレーシア           | △1-1       | 長沼健     | 国際親善試合       |
| 6.  | 1966年12月10日 | バンコク         |                                          | インド               | ○2-1       | 長沼健     | アジア大会         |
| 7.  | 1966年12月11日 | バンコク         |                                          | イラン               | ○3-1       | 長沼健     | アジア大会         |
| 8.  | 1966年12月14日 | バンコク         |                                          | マレーシア           | ○1-0       | 長沼健     | アジア大会         |
| 9.  | 1966年12月16日 | バンコク         |                                          | シンガポール         | ○5-1       | 長沼健     | アジア大会         |
| 10. | 1966年12月17日 | バンコク         |                                          | タイ                 | ○5-1       | 長沼健     | アジア大会         |
| 11. | 1966年12月18日 | バンコク         |                                          | イラン               | ●0-1       | 長沼健     | アジア大会         |
| 12. | 1967年09月27日 | 東京都           | 国立霞ヶ丘競技場陸上競技場               | フィリピン           | ○15-0      | 長沼健     | オリンピック予選   |
| 13. | 1967年09月30日 | 東京都           | 国立霞ヶ丘競技場陸上競技場               | チャイニーズタイペイ | ○4-0       | 長沼健     | オリンピック予選   |
| 14. | 1967年10月03日 | 東京都           | 国立霞ヶ丘競技場陸上競技場               | レバノン             | ○3-1       | 長沼健     | オリンピック予選   |
| 15. | 1967年10月07日 | 東京都           | 国立霞ヶ丘競技場陸上競技場               | 韓国                 | △3-3       | 長沼健     | オリンピック予選   |
| 16. | 1967年10月10日 | 東京都           | 国立霞ヶ丘競技場陸上競技場               | 南ベトナム           | ○1-0       | 長沼健     | オリンピック予選   |
| 17. | 1968年03月30日 | シドニー         |                                          | オーストラリア       | △2-2       | 長沼健     | 国際親善試合       |
| 18. | 1968年04月04日 | アデレード       |                                          | オーストラリア       | ○3-1       | 長沼健     | 国際親善試合       |
| 19. | 1968年10月14日 | プエブラ         |                                          | ナイジェリア         | ○3-1       | 長沼健     | オリンピック       |
| 20. | 1969年10月10日 | ソウル           |                                          | オーストラリア       | ●1-3       | 長沼健     | ワールドカップ予選 |
| 21. | 1969年10月12日 | ソウル           |                                          | 韓国                 | △2-2       | 長沼健     | ワールドカップ予選 |
| 22. | 1969年10月16日 | ソウル           |                                          | オーストラリア       | △1-1       | 長沼健     | ワールドカップ予選 |
| 23. | 1970年07月31日 | クアラルンプール |                                          | 香港                 | ●1-2       | 岡野俊一郎 | ムルデカ大会       |
| 24. | 1970年08月02日 | クアラルンプール |                                          | 韓国                 | △1-1       | 岡野俊一郎 | ムルデカ大会       |
| 25. | 1970年08月04日 | クアラルンプール |                                          | タイ                 | △0-0       | 岡野俊一郎 | ムルデカ大会       |
| 26. | 1970年08月08日 | クアラルンプール |                                          | インドネシア         | ○4-3       | 岡野俊一郎 | ムルデカ大会       |
| 27. | 1970年08月10日 | クアラルンプール |                                          | シンガポール         | ○4-0       | 岡野俊一郎 | ムルデカ大会       |
| 28. | 1970年08月16日 | クアラルンプール |                                          | チャイニーズタイペイ | ○3-2       | 岡野俊一郎 | ムルデカ大会       |
| 29. | 1970年12月10日 | バンコク         |                                          | マレーシア           | ○1-0       | 岡野俊一郎 | アジア大会         |
| 30. | 1970年12月12日 | バンコク         |                                          | クメール             | ○1-0       | 岡野俊一郎 | アジア大会         |
| 31. | 1970年12月14日 | バンコク         |                                          | ビルマ               | ○2-1       | 岡野俊一郎 | アジア大会         |
| 32. | 1970年12月17日 | バンコク         |                                          | インド               | ○1-0       | 岡野俊一郎 | アジア大会         |
| 33. | 1970年12月18日 | バンコク         |                                          | 韓国                 | ●1-2(延長) | 岡野俊一郎 | アジア大会         |
| 34. | 1970年12月19日 | バンコク         |                                          | インド               | ●0-1       | 岡野俊一郎 | アジア大会         |
| 35. | 1971年07月28日 | コペンハーゲン   |                                          | デンマーク           | ●2-3       | 岡野俊一郎 | 国際親善試合       |
| 36. | 1971年08月13日 | レイキャビク     |                                          | アイスランド         | ○2-0       | 岡野俊一郎 | 国際親善試合       |
| 37. | 1971年09月23日 | ソウル           |                                          | マレーシア           | ●0-3       | 岡野俊一郎 | オリンピック予選   |
| 38. | 1971年09月27日 | ソウル           |                                          | フィリピン           | ○8-1       | 岡野俊一郎 | オリンピック予選   |
| 39. | 1971年09月29日 | ソウル           |                                          | チャイニーズタイペイ | ○5-1       | 岡野俊一郎 | オリンピック予選   |
| 40. | 1971年10月02日 | ソウル           |                                          | 韓国                 | ●1-2       | 岡野俊一郎 | オリンピック予選   |
| 41. | 1972年07月16日 | イポー           |                                          | スリランカ           | ○5-0       | 長沼健     | ムルデカ大会       |
| 42. | 1972年07月22日 | クアラルンプール |                                          | マレーシア           | ●1-3       | 長沼健     | ムルデカ大会       |
| 43. | 1972年07月26日 | クアラルンプール |                                          | 韓国                 | ●0-3       | 長沼健     | ムルデカ大会       |
| 44. | 1973年05月20日 | ソウル           |                                          | 南ベトナム           | ○4-0       | 長沼健     | ワールドカップ予選 |
| 45. | 1973年05月26日 | ソウル           |                                          | イスラエル           | ●0-1(延長) | 長沼健     | ワールドカップ予選 |
| 46. | 1974年07月23日 | コンスタンツァ   |                                          | ルーマニア           | ●1-4       | 長沼健     | 国際親善試合       |
| 47. | 1974年09月03日 | テヘラン         |                                          | フィリピン           | ○4-0       | 長沼健     | アジア大会         |
| 48. | 1974年09月05日 | テヘラン         |                                          | マレーシア           | △1-1       | 長沼健     | アジア大会         |
| 49. | 1974年09月28日 | 東京都           | 国立霞ヶ丘競技場陸上競技場               | 韓国                 | ○4-1       | 長沼健     | 日韓定期戦         |

## 指導歴
- 1976年 - 1983年 三菱重工業：監督
- 1988年 - 1991年 日本代表：監督
- 1992年 U-23日本代表：総監督
- 1994年 浦和レッドダイヤモンズ：監督
- 1995年 - 2001年 浦和レッドダイヤモンズ：ゼネラルマネージャー
  - 2000年10月 - 12月 浦和レッドダイヤモンズ：総監督
- 2002年 - 2006年6月 浦和レッドダイヤモンズ：常務取締役、取締役
- 埼玉県サッカー協会：専務理事

### 監督成績
| 年度 | 所属   | クラブ | リーグ戦 | リーグ戦 | リーグ戦 | リーグ戦 | リーグ戦    | リーグ戦 | カップ戦         | カップ戦 |
| 年度 | 所属   | クラブ | 順位     | 試合     | 勝点     | 勝利     | 引分        | 敗戦     | JSL杯/ナビスコ杯 | 天皇杯   |
| ---- | ------ | ------ | -------- | -------- | -------- | -------- | ----------- | -------- | ---------------- | -------- |
| 1976 | JSL1部 | 三菱   | 準優勝   | 18       | 22       | 9        | 4           | 5        | ベスト4          | ベスト8  |
| 1977 | JSL1部 | 三菱   | 準優勝   | 18       | 21       | 9        | 4PK勝 3PK敗 | 2        | ベスト8          | ベスト4  |
| 1978 | JSL1部 | 三菱   | 優勝     | 18       | 54       | 13       | 1PK勝 0PK敗 | 4        | 優勝             | 優勝     |
| 1979 | JSL1部 | 三菱   | 7位      | 18       | 32       | 5        | 5PK勝 2PK敗 | 6        | ベスト4          | 準優勝   |
| 1980 | JSL1部 | 三菱   | 4位      | 18       | 20       | 7        | 6           | 5        | 2回戦            | 優勝     |
| 1981 | JSL1部 | 三菱   | 3位      | 18       | 24       | 10       | 4           | 4        | 優勝             | ベスト8  |
| 1982 | JSL1部 | 三菱   | 優勝     | 18       | 23       | 10       | 3           | 5        | ベスト8          | ベスト8  |
| 1983 | JSL1部 | 三菱   | 6位      | 18       | 16       | 6        | 4           | 8        | 2回戦            | 2回戦    |
| 1994 | J      | 浦和   | 12位     | 44       | -        | 14       | -           | 30       | ベスト8          | ベスト8  |
| 2000 | J2     | 浦和   | 準優勝   | 7        | 16       | 6        | 0           | 1        | -                | 4回戦    |

- 2000年は10月3日より総監督に就任、37節より指揮（順位は最終順位）。